# Bezirk Tamsweg
Bezirk Tamsweg er et distrikt i den østrigske delstat Salzburg. Distriktet kaldes af historiske årsager også Lungau. Mod nord og øst grænser Bezirk Tamsweg til delstaten Steiermark, mod syd til delstaten Kärnten og mod vest og nordvest til Bezirk St. Johann im Pongau.

## Historie
Siden det 2. århundrede f.Kr. hørte Lungau til det keltiske kongerige Noricum. 15 f.Kr. blev Lungau besat af romerne og i 50 e.Kr. blev den til en romersk provins. Fra 8. til begyndelsen af 14. århundrede stod Lungau under bayerisk herredømme. Fra 1328 til 1803 hørte Lungau under Ærkebispedømmet Salzburg. Efter at Lungau herefter atter i en kort overgang stod under bayerisk forvaltning, blev Lungau sammen med Salzburg i 1816 en del af Oberösterreich. Fra 1848 blev Salzburg eget kronland og fik egen delstatsforfatning, som også gav en ny organisering af delstatsforvaltningen og indførte kommuner.
Tamsweg blev længe betegnet som den fattigste region i Salzburg, men med bygningen af Tauern Autobahn (1974-1976) skete der en økonomisk opblomstring af regionen.

## Forvaltningsinddeling
Distriktet Tamsweg er inddelt i 15 kommuner, hvoraf fire er købstæder. Nedenfor er angivet kommunerne med indbyggertal pr. 31. marts 2008.
| Købstadskommuner - Mariapfarr (2.328) - Mauterndorf (1.809) - St. Michael im Lungau (3.544) - Tamsweg (5.827) | Kommuner - Göriach (366) - Lessach (577) - Muhr (578) - Ramingstein (1.330) - St. Andrä im Lungau (699) - St. Margarethen im Lungau (802) - Thomatal (344) - Tweng (362) - Unternberg (1.015) - Weißpriach (326) - Zederhaus (1.214) |